# Loxoconcha reticularis
Loxoconcha reticularis är en kräftdjursart som beskrevs av Edwards 1944. Loxoconcha reticularis ingår i släktet Loxoconcha och familjen Loxoconchidae. Inga underarter finns listade i Catalogue of Life.